# Хон Дэ Ён
Хон Дэ Ён (кор. 홍대용; 12 мая 1731 г. — 17 ноября 1783 г. «Расслабленный дом»; прозвище — Токпо, псевдоним — Тамхон) — философ
, астроном и математик позднего царства Чосон. Хон был одним из первых лидеров школы мысли «Прибыльного использования и пользы для людей» (кор. 이용후생파). Он содействовал индустриализации и развитию торговли своей страны, внедряя западные технологии в Корее. Хон был другом Пак Чжи-вона, который также был одним из руководителей школы «Прибыльное использование».
Пионер корейской астрономии, «корейский Коперник».

## Ранний период жизни
Хон Дэ Ён родился в 1731 году в Чхонане, провинция Южный Чхунчхон, в знатной дворянской семье, составлявшей ядро влиятельной политической группировки Норон. В ранние годы Хон получил образование у Кима Уэн-та. В этот период в основе его научного мира лежало традиционное неоконфуцианство. В 1765 году Хон последовал за своим дядей Хон Оком (хангыль 홍억), который был в миссиях Чосон в имперском Китае. В Китае Хон стал свидетелем блестящего развития династии Цин и испытал культурный шок. После возвращения в Чосон Хон настаивал на том, чтобы укреплять национальное процветание.

## Астрономия
Хон также интересовался астрономией и математикой. Хон Дэ Ён самостоятельно сделал вывод о вращении Земли вокруг своей оси и вокруг солнца, что опрокинуло господствовавшие конфуцианские представления о строении Вселенной. Традиционные конфуцианцы считают, что небо шаровидное, а земля квадратная, поэтому они не могли понять идею Хона. Также он твердо исключил антропоцентризм. Хон считал, что все вещи в природе равны.
После того, как Хон несколько раз провалил имперский экзамен (своего рода экзамен для высшей государственной службы), он отказался от экзамена и был поглощён астрономическими исследованиями. Он написал Катехизис горы Eusan (хангыль 의산문답), в котором содержатся понятия вращения Земли, равенства биологических видов и бесконечности космического пространства. В математике Хон написал «Интерпретацию и использование математики» (хангыль 주해수용). Он также написал путевое эссе о Яньцзине в 1765 и 1766 годах (хангыль 을병연행록), записки о своих путешествиях в Китай.
На Хон Дэ Ёна произвели большое впечатление часы с боем, которые изготовил На Гён Чжок. Вместе со своим учителем он изготовил ещё одни часы; затем самостоятельно — устройство для астрономических наблюдений «хончхоный». В отличие от уже существовавшего прототипа прибора, приводившегося в движение от водяного колеса, устройство Хон Дэ Ёна соединялось с часовым механизмом, и таким образом достигалась более высокая точность при расчете траектории движения и местоположения небесных тел.

## Наследный принц
В 1774 году Хон был рекомендован в качестве наставника для наследного принца, который впоследствии стал королем Чонджо. Хон обсуждал с наследным принцем множество тем. Хотя принц был удовлетворён исследованиями и эрудицией Хона, Хон отмечал их различие во взглядах по нескольким темам и консерватизм принца. Тот потребовал, чтобы Хон пошел на государственную службу и был его собственным сотрудником, но Хон отказался. Он написал Записки наставника наследного принца (хангыль 계방일기), раскрывающие темы их споров.
После того, как наследный принц вступил на престол после кончины короля Ёнджо, Хон был назначен губернатором округа. Там он попытался проверить свои прогрессивные идеи в местном обществе. Однако в 1782 году состояние здоровья его матери ухудшилось, поэтому Хон отказался от службы и вернулся в Сеул. В 1783 году мать поправилась, но у Хона случился внезапный инсульт, и 23 октября 1783 года по лунному календарю (17 ноября 1783 года по солнечному календарю) он умер.

## Труды
Работы Хона, включая «Катехизис горы Уи», «Интерпретацию и использование математики», «Записки наставника наследного принца», были собраны в сборнике «Книги расслабленного дома» (хангыль 담헌서). Его практические конфуцианские идеи продолжили Пак Чжи-вон и ученики Пак Чивона, в то время как научные идеи не развивал дальше никто.